# Fresh (IDE)
Fresh — интегрированная среда разработки с открытым исходным кодом на FASM для Microsoft Windows со встроенным FASM.
Поддерживает сборку программ для тех же ОС, что и FASM: DOS, Linux, FreeBSD, BeOS, MenuetOS и т.д. Имеет сообственную кроссплатформенную библиотеку Freshlib, которая позволяет писать OS-API независимый код. На данный момент не поддерживает FasmARM.
Пользователь может изменять как и цветовую схему так и саму подсветку синтаксиса исходного текста программы, а так же оформление IDE.
Имеются встроенные шаблоны для DOS и Win32 приложений, а так же приложений на базе FreshLib, как и консольных так и с графическим пользовательским интерфейсом.
Могут быть интегрированны win32 и linux дебагеры, а так же линукс терминал.
В мае 2005 года разработка Fresh была приостановлена и возобновлена лишь через 5 лет в ноябре 2010 года, когда была выпущена версия Fresh 2.0.0.

## Разработчики
- Джон Фаунд — основоположник проекта, написавший значительную часть кода последних версий;
- Фредрик Классон (scientica);
- Томми Лиллехаген;
- Виктор Ло (roticv);
- Юнус Сина Гюльшен (VeSCeRa);
- Матьяш Тымек (decard).

Decard прекратил работу над проектом в конце 2006 года.